# Grávida de Taubaté

Maria Verônica durante o caso

Maria Verônica Aparecida César Santos, popurlarmente conhecida como Grávida de Taubaté, é uma pedagoga que ficou famosa após criar uma falsa história de que estava grávida de quadrigêmeas, em janeiro de 2012. Moradora de Taubaté e dona de uma escola infantil, seu caso foi noticiado em diversos meios de comunicação de grande repercussão dada a raridade deste tipo de gravidez. Sua aparição mais famosa foi no Hoje em Dia, da Record, no dia 11 de janeiro. No programa, Maria ganhou fraldas e um quarto mobiliado para as supostas filhas.
Chris Flores, apresentadora do programa, pediu para que o repórter Michael Keller investigasse o caso, que descobriu que o exame de ultrassonografia apresentado por Maria era falso. Desde então, Chris é considerada a pessoa que "desmascarou" a Grávida de Taubaté. Maria procurou um advogado para defendê-la, que acabou confirmando mais tarde que o caso era falso. Maria e seu marido, Kléber, foram processados pelo crime de estelionato, mas o processo foi suspenso e, anos mais tarde, extinto. A dona do ultrassom original também processou Maria por danos morais.
Desde então, a Grávida de Taubaté tornou-se um meme da Internet. No carnaval de 2012, a fantasia de falsa grávida foi a mais vendida da cidade, e o sufixo "de Taubaté" passou a representar casos falsos, sendo que Taubaté ficou conhecida como a "cidade da mentira". Após o caso, Maria se isolou, procurou um psiquiatra e mudou seus hábitos e visual. Chris tentou reencontrá-la em anos subsequentes. Um filme sobre o caso foi anunciado no final de 2023.

## Caso

### Início
Maria Verônica Aparecida César Santos, moradora de Taubaté, era dona de uma escola infantil e, na época, tinha um filho de quatro anos. Segundo seus relatos, teria descoberto inicialmente que estava grávida apenas de gêmeas, mas descobriu então que seriam quadrigêmeas. O caso seria raro, já que, aproximadamente, uma em cada nove milhões de mulheres ficavam grávidas de quadrigêmeas, além do fato de que seu marido havia feito uma vasectomia. As supostas filhas se chamariam Maria Klara, Maria Eduarda, Maria Fernanda e Maria Vitória, e cada uma teria cores específicas para seus pertences.
Uma semana após ter sido revelada, Maria já tinha aparecido em seis programas locais, com detalhes de sua gravidez, e passou a se ausentar da escola para gravar entrevistas fora de Taubaté. No dia 6 de janeiro de 2012, o G1 publicou a matéria "Casal que esperava ter gêmeos descobre que terá quadrigêmeos", sobre o caso, que diz: "Os padrinhos [...] já foram escolhidos. O quarto dos bebês também já foi arrumado. Verônica está na 34ª semana de gestação, e as quadrigêmeas devem nascer ainda na primeira quinzena de janeiro." Grandes canais passaram a fazer reportagens de seu caso, como TV Globo, Folha de S.Paulo, O Estado de S. Paulo, RedeTV! e Band. No entanto, sua aparição mais famosa foi no Hoje em Dia, em 11 de janeiro, um dos programas de maior audiência da Record. Maria disse no programa que teria engordado em trinta quilos com sua gravidez, e sua barriga media 1,82 metro. Nesse mesmo programa, a patrocinadora Pampers entregou fraldas e o apresentador Edu Guedes chorou ao revelar que a equipe havia feito um quarto mobiliado para as bebês.

### Descoberta

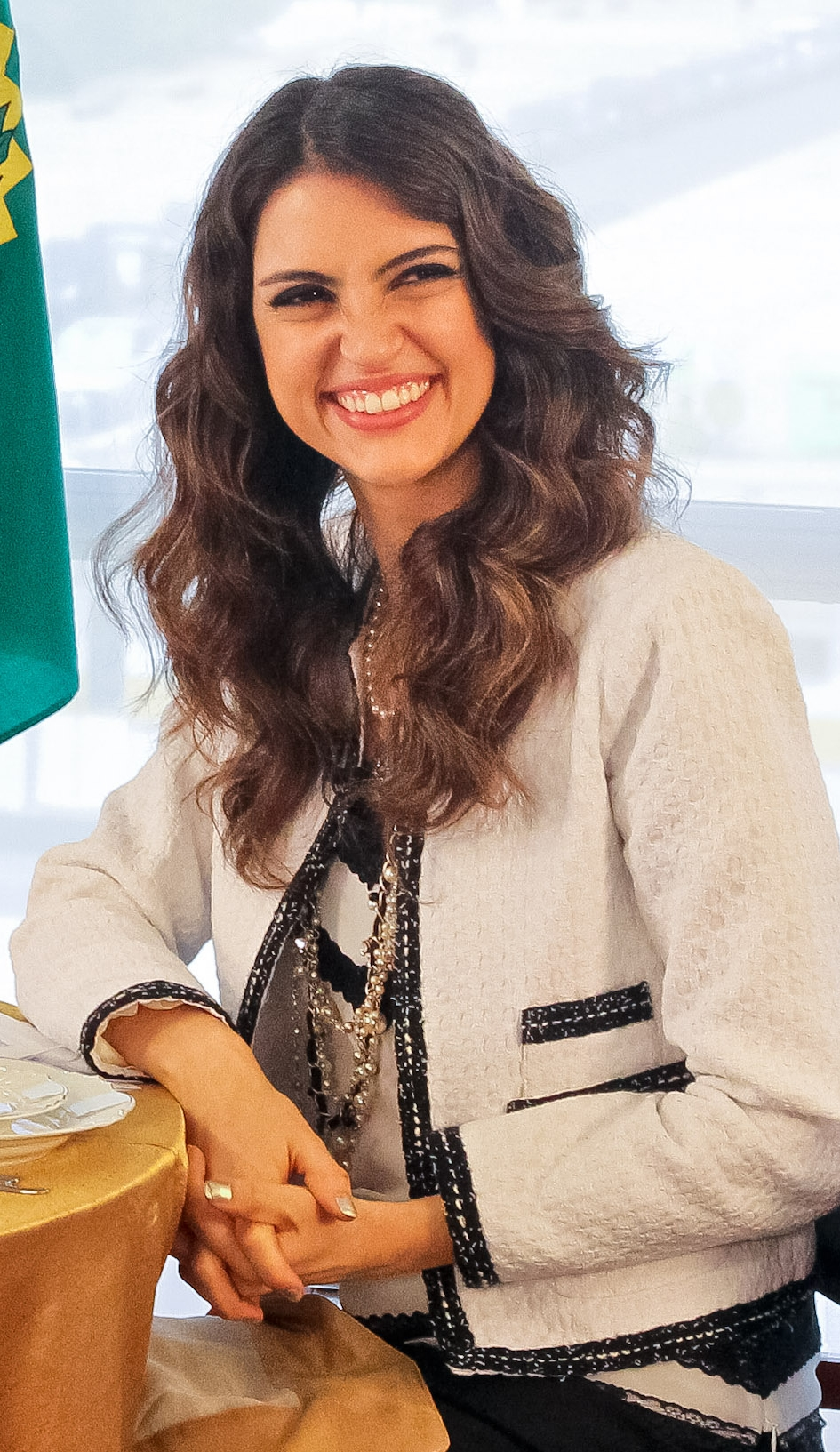
Chris Flores (na imagem) é creditada como a pessoa que "desmascarou" a Grávida de Taubaté

Chris Flores, na época apresentadora do Hoje em Dia, é creditada como a pessoa que "desmascarou" a Grávida de Taubaté. Ao The Noite com Danilo Gentili, contou que, antes de entrar no ar com Maria, disse para ela em seu camarim que não acreditava que ela estava grávida, mas Maria rejeitou apresentar qualquer tipo de prova. Então, Chris pediu para que o repórter Michael Keller, que levaria Maria até Taubaté após o programa, "descobrisse" se ela estava grávida ou não. No mesmo dia, ele foi ao médico e descobriu que a ultrassonografia que Maria apresentava como sua foi copiada da Internet e editada.
No dia 15 de janeiro, o Domingo Espetacular, da Record, exibiu uma reportagem mostrando que Maria poderia não estar grávida. O obstetra Wilson Vieira de Souza mostrou que o resultado de um exame ultrassom feito por Verônica em 30 de agosto de 2011 apontava que não estava grávida. Após o marido de Maria registrar um boletim de ocorrência contra a emissora por "perturbação de sossego", a Polícia Civil pediu no dia 17 um exame para comprovar sua gravidez. No dia seguinte, um delegado afirmou que abriria um inquérito para investigar o caso.
Enquanto isso, Maria estava a procura de um advogado para defendê-la. Um advogado de sua irmã foi indicado por ela. Inicialmente, Maria queria processar os que acreditavam que sua barriga era falsa por calúnia, mas o advogado não tinha certeza. Ele aceitaria o caso com uma condição: Maria deveria ir ao médico e provar que estava grávida. No entanto, ela não apareceu no dia da consulta. Na madrugada do dia seguinte, a irmã de Maria confirmou que a gravidez era falsa. O advogado, Enilson de Castro, confirmou a farsa à imprensa no dia 20. Dez dias depois, ele divulgou uma foto de Maria sem silicone ou enchimentos na barriga. Em depoimento no dia 27, ela declarou que forjou a gestação porque teria problemas psicológicos e seu sonho seria ter uma filha.

### Processo
Em março, a administradora de empresas Ana Paula Alves entrou com ação por danos morais contra Maria, por utilizar sua imagem de ultrassom. No dia 21 de maio, foi decidido que Maria pagaria a ela R$ 4 mil em indenização. Além disso, Maria e o marido Kléber foram processados pelo crime de estelionato. No entanto, um acordo judicial suspendeu o processo em novembro. O processo foi extinto em dezembro de 2014.

## Legado

### Popularidade e impacto
A fantasia de falsa grávida foi a mais vendida no carnaval de 2012 em Taubaté. O meme é citado no livro Os 198 Maiores Memes Brasileiros que Você Respeita, de Kleyson Barbosa. "Taubaté" virou sufixo, no formato "X de Taubaté", para designar histórias ou casos falsos. Um exemplo notório é o "Parkour de Taubaté", que teve ampla repercussão na Internet no início de 2020. Edu Guedes relembrou quando chorou no Hoje em Dia sobre a situação da Grávida de Taubaté, dizendo em 2020, durante o The Chef, que ainda era "zoado" por esse motivo. Chico Felitti falou sobre o caso em um episódio de seu podcast Além do Meme. A escola de samba Unidos do Parque Aeroporto, de Taubaté, foi campeã no carnaval da cidade em 2018, sendo que um dos blocos era dedicado à Grávida de Taubaté. O meme inspirou o título do podcast Filhos da Grávida de Taubaté.

### Maria Verônica após o caso
Segundo uma publicação do G1 em dezembro de 2012, após o caso, Maria "se isolou, procurou tratamento e viu a vida mudar completamente". Mudou seu visual, ficando loira, e também seus hábitos. Procurou um psiquiatra, com quem teve acompanhamento até agosto. Na época da publicação, Maria vivia na região central da cidade com o marido e o filho, cuidando de casa, pois a escola na qual trabalhava foi vendida. Segundo o advogado, Enilson, "Hoje ela está bem. Ela fez terapia, tomou remédios, mas o mais importante era ela ter um entendimento do que aconteceu com ela". Desde então, Maria e Kléber passaram a viver de forma discreta e sem perfis facilmente identificáveis em redes sociais. Chegou a manter uma loja de artigos religiosos por um tempo, mas fechou o comércio.

### Chris Flores
Em 24 de outubro de 2020, Chris declarou ao Programa da Maisa que já havia contatado a falsa grávida por meio de um amigo em comum, e disse: "Estamos conversando, quem sabe teremos um encontro". Em uma tentativa de fazer Chris reencontrar a falsa grávida, a produção do SBT foi em busca de Maria no dia 6 de julho de 2021, sendo transmitido ao vivo no programa Vem pra Cá, mas a repórter e o cinegrafista foram agredidos por seu suposto marido. Sobre isso, Chris disse: "Toda essa história deve ter causado um trauma muito grande neles. Por isso que acho que não teve uma má intenção, de prejudicar alguém. E acho que ela percebeu que só prejudicou a si mesma". Em 9 de dezembro do mesmo ano, Chris disse ao Vênus Podcast novamente que já havia contatado Maria por meio de um amigo em comum, e que estava "tudo bem" entre as duas.

### Filme
O diretor Frank "Diaraki" anunciou em setembro de 2023 um filme sobre o caso, Grávida de 4, com gravações previstas para começar no segundo trimestre de 2024. O filme seria inspirado por Gisaengchung (2019), conhecido no Brasil como Parasita, e Diaraki descreveu o filme como um "thriller de comédia como você nunca viu". De acordo com Diaracki, o filme está em pré-produção, mas com o roteiro já finalizado e assinado por ele. A atriz Viih Tube foi convidada para interpretar a Grávida de Taubaté em outubro.

## Reaparecimento na mídia em 2025
No final de janeiro de 2025, treze anos após o incidente, Maria Verônica Aparecida César Santos, que ficou conhecida como "Grávida de Taubaté", reapareceu nas redes sociais, apresentando-se como convertida ao cristianismo católico. Ela publicou um vídeo no YouTube intitulado “Meu reencontro com Deus”, no qual relatou sua jornada de fé e sua perspectiva sobre os acontecimentos passados.
Na gravação, Maria Verônica explicou o objetivo de retomada na internet. Ela afirmou que deseja ser reconhecida por seu nome verdadeiro, e não pelo episódio que a tornou conhecida:

“Venho com este canal retomar a minha identidade. Muitas pessoas me conhecem como a grávida de Taubaté, mas agora quero ser conhecida como Maria Verônica.”
Maria também revelou que atualmente é mãe de um menino de sete anos e continua casada com Kléber, seu marido na época do incidente.
Em 23 de fevereiro de 2025, concedeu sua primeira entrevista televisiva desde o ocorrido ao Domingo Legal, no SBT. Na entrevista, ela relatou que na época estava envolvida com um grupo religioso que a convenceu de que poderia engravidar por meios espirituais, mesmo após seu marido ter realizado vasectomia. De acordo com Maria, essa crença teria levado à gestação psicológica e ao uso de panos para simular a barriga de grávida.
Ela também afirmou que sofria influência da família do marido, que fazia parte do grupo, e que temia represálias caso expusesse a farsa. Relatou ainda ter sido ameaçada por membros da organização, que teriam invadido sua casa e arrombado uma porta durante um episódio de intimidação.
Maria Verônica disse que seu marido não teria conhecimento da farsa e que descobriu a verdade ao ver a barriga falsa ser retirada. Ela declarou que, após a revelação do caso, ninguém a questionou sobre o ocorrido.
Em várias ocasiões, ela havia rejeitado diversos convites de emissoras para entrevistá-la, e aceitou a do SBT por ter sentido que Deus estava com o Celso Portiolli, que a entrevistou.
Antes de conceder a entrevista ao SBT, Maria fez uma afirmação em um trecho divulgado pelo Portal Léo Dias:

“Eu não espero que as pessoas acreditem em mim, mas eu espero que elas ouçam aquilo que eu vim para falar. O acreditar ou não acreditar nós temos o livre arbítrio. Eu nunca disse a ninguém que eu era uma coitadinha. Perdi a vida, vamos dizer assim. Eu vivi 13 anos no meu silêncio.”
No perfil do Instagram, ela contou que na época do ocorrido, estava participando de uma seita, assim como disse na entrevista ao Domingo Legal:

“Eu venho de uma família católica, porém em 2005 eu conheci uma seita que cultua ao demônio. Me entreguei a ela, acreditei naquilo que eu vivia, e fui sair dela no dia 20 de janeiro de 2012. Tenho lidado bem com as críticas. Os comentários ruins não chegam até mim. Os bons, sim. Lembrando que a intenção do perfil é de converter corações através do meu testemunho, e eu tenho conseguido isso. Alguns eu já tive a prova disso.”

## Conteúdo adicional
- Exclusivo: veja o passo a passo de como foi desmontada a farsa da supergrávida. Domingo Espetacular. Consultado em 9 de julho de 2021 – via R7